# Boobrie

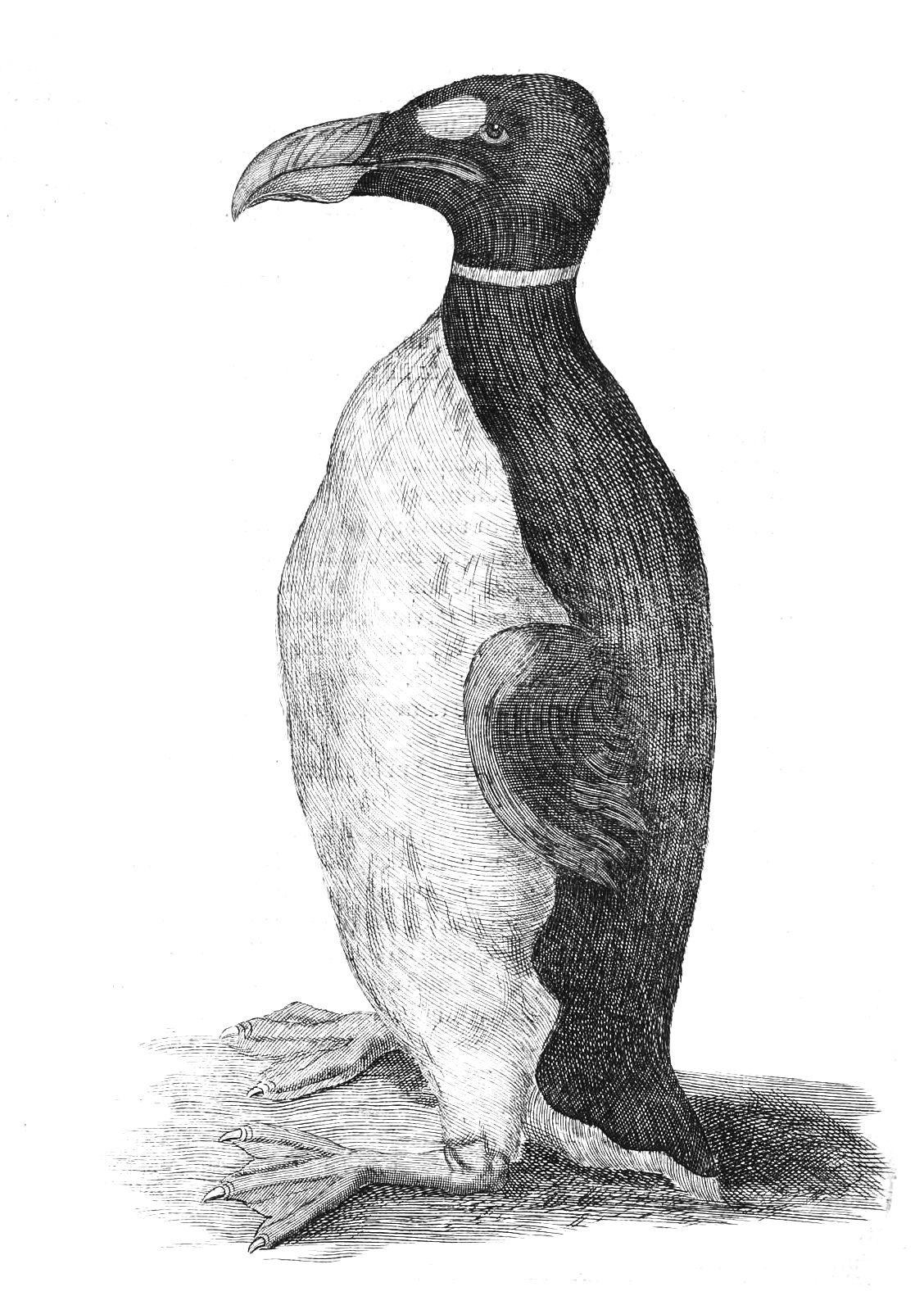
Grand pingouin, potentielle source de la description du boobrie

Le Boobrie est un animal mythique métamorphe des Highlands écossais. 

## Description
Il est communément décrit comme un énorme oiseau de mer, ressemblant au cormoran ou au Plongeon huard (Gavia immer), mais dont  le corps serait taché de blanc et qui serait capable de mugir. Sa corpulence lui permet de dévorer des moutons et des bovins,.

## Manifestation
Cette créature est censée hanter les lacs et les puits de sel et serait la forme métamorphosée du Each Uisge, cheval maléfique hantant les rivages des lochs,. Il est aussi décrit comme un insecte aspirant le sang des chevaux.